# Dichroplus paraelongatus
Dichroplus paraelongatus är en insektsart som beskrevs av Frédéric Carbonell 1968. Dichroplus paraelongatus ingår i släktet Dichroplus och familjen gräshoppor. Inga underarter finns listade i Catalogue of Life.